# Leontiades
Leontiades († 379 v. Chr. in Theben) war ein am Ende des 5. und zu Beginn des 4. Jahrhunderts v. Chr. wirkender thebanischer Politiker, der zu den Anführern der in dieser Stadt etablierten prospartanischen Partei gehörte.

## Leben
Leontiades war ein Sohn des Eurymachos und vielleicht ein Enkel des gleichnamigen Anführers eines thebanischer Heers, der 480 v. Chr. während der Schlacht bei den Thermopylen zu den Persern überlief. Der jüngere Leontiades war wiederum nach dem Zeugnis des Historikerfragments der Hellenika Oxyrhynchia seit der Zeit des Dekeleischen Kriegs eine führende Persönlichkeit der mit Sparta sympathisierenden oligarchischen Partei Thebens. Daher zählte er zu den politischen Opponenten des Führers der antispartanischen Partei Thebens, Ismenias.
382 v. Chr. bekleideten sowohl Leontiades als auch Ismenias das Amt eines Böotarchen. Als sich der spartanische Feldherr Phoibidas im Sommer dieses Jahres mit einem Heer auf dem Weg nach Olynth befand und unterwegs in die Nähe Thebens kam, ließ er sich von Leontiades sowie von Archias und Philipp, zwei anderen Anführern der prospartanischen Partei Thebens, dazu überreden, mit ihrer Hilfe trotz der damals herrschenden Friedenszeit die Kadmeia zu besetzen. Doch dürfte es dabei zuvor geheime Absprachen zwischen Leontiades und seinen Parteikollegen mit den spartanischen Behörden gegeben haben. Nach der Besetzung der Kadmeia begab sich Leontiadas zum thebanischen Rat, der gerade eine Sitzung abhielt, teilte diesem das Vorgefallene mit und versicherte, dass sich diejenigen, die sich ruhig verhielten, unbehelligt blieben. Unter Berufung auf seine Befugnis als Böotarch, jeden eines Kapitalverbrechens Verdächtigen festnehmen lassen zu können, ordnete er die Inhaftierung von Ismenias an. Daraufhin wurde Archias zu dessen Nachfolger im nun freigewordenen Böotarchen-Amt ernannt. Leontiadas selbst ging nach Sparta und erreichte die Billigung seiner Handlungsweise durch die dortigen Behörden. Diese schickten Beauftragte nach Theben, die Ismenias hinrichten ließen und Leontiades und seiner Partei unter dem Schutz einer spartanischen Garnison zur Alleinherrschaft verhalfen.
Unterdessen waren etwa 400 Vertreter der spartafeindlichen Fraktion Thebens nach Athen geflüchtet, wo sie Stimmung gegen Leontiades und dessen Partei machten. Der vorsichtig und sehr energisch agierende Leontiades stand auch in einem gewissen Gegensatz zu seinem Parteikollegen Archias, dessen Verschwendungssucht und Ausschweifungen er ablehnte, da sie eine offensichtliche Gefahr für ihre gemeinsame Herrschaft bedeuteten. Leontiades stellte den Häuptern der geflohenen Thebaner sogar in Athen nach, indem er Abgesandte mit der Tötung der Führer der Verbannten durch Meuchelmord beauftragte. Allerdings fiel nur Androkleidas einem Attentat zum Opfer.
379 v. Chr. brach Pelopidas mit verbündeten Flüchtigen zur Befreiung Thebens von der durch Leontiades geleiteten prospartanischen Parteiregierung auf. Dabei ging er selbst mit Kephisodoros, Damokleidas und Phyllidas zum verschlossenen Haus des Leontiades, in das sie nur mit Mühe hineingelangten. Beim anschließenden Kampf wurde Leontiades nach der Darstellung des Xenophon von Phyllidas, nach dem Bericht Plutarchs hingegen von Pelopidas getötet. Plutarch dürfte bei seiner Lebensbeschreibung des Pelopidas auf böotische Lokalhistoriker zurückgegriffen haben. Seine Überlieferung ist aber wohl weniger zuverlässig als diejenige Xenophons.